# إستيبان أندريس سواريز
إستيبان أندريس سواريز (بالإسبانية: Esteban Suárez)‏ (مواليد 27 يونيو 1975 في أفيلس - إسبانيا) لاعب كرة قدم إسباني يلعب حاليا لصالح نادي الدرجة الأولى ألمرية الإسباني منذ 2008 في مركز حارس مرمى .

## روابط خارجية
- إستيبان أندريس سواريز على موقع قاعدة بيانات كرة القدم.إي يو (الإنجليزية)
- إستيبان أندريس سواريز على موقع Soccerway.com (الإنجليزية)
- إستيبان أندريس سواريز على موقع عالم كرة القدم.نت (الإنجليزية)
- إستيبان أندريس سواريز على موقع AS.com (الإسبانية)